# Lista obsady serialu Burza uczuć
Lista obsady serialu Burza uczuć – lista aktorów występujących niemieckiej telenoweli Burza uczuć. Na liście znajduje się obsada główna, obsada drugoplanowa i aktorzy pojawiający się gościnnie. Akcja serialu rozgrywa się w fikcyjnej miejscowości Bichl w Górnej Bawarii. Budynek, który prezentuje zewnętrzną stronę hotelu znajduje się w Feldkirchen-Westerham.

## Aktualna obsada główna
| Aktor            | Rola                                      | Odcinki                    | Rok (Niemcy)              |
| ---------------- | ----------------------------------------- | -------------------------- | ------------------------- |
| Dirk Galuba      | Werner Saalfeld, z d. Hans-Werner Konopka | 1–                         | 2005–                     |
| Sepp Schauer     | Alfons Sonnbichler                        | 1–                         | 2005–                     |
| Antje Hagen      | Hildegard Sonnbichler, z d. Hansen        | 1–                         | 2005–                     |
| Mona Seefried    | Charlotte Saalfeld                        | 1–150 295–381 560–712 857– | 2005–2006 2007 2008 2009– |
| Joachim Lätsch   | André Konopka                             | 513–                       | 2007–                     |
| Florian Stadler  | Nils Heinemann                            | 726–                       | 2008–                     |
| Erich Altenkopf  | Dr. Michael Niederbühl                    | 884–                       | 2009–                     |
| Melanie Wiegmann | Natascha Schweitzer                       | 1586–                      | 2012–                     |
| Christin Balogh  | Tina Kessler                              | 1763–                      | 2013–                     |
| Dietrich Adam    | Friedrich Stahl                           | 1784–                      | 2013–                     |
| Nadine Warmuth   | Patrizia Dietrich                         |                            |                           |

## Aktualna obsada drugoplanowa
| Aktor            | Rola            | Odcinki                       | Rok (Niemcy) | Komentarze              |
| ---------------- | --------------- | ----------------------------- | ------------ | ----------------------- |
| Michael Sandorov | Page Peter      | 2-                            | 2005–        |                         |
| Roland Seibert   | Portier Max     | 8-                            | 2005–        |                         |
| Christoph Krix   | Komisarz Meyser | 93-                           | 2006–        | Występy okolicznościowe |
| Patrick Ehler    | Portier Marcel  | 3977–3978 3987 4001 4010–4013 | 2022–        |                         |

## Byli aktorzy
| Aktor                   | Rola | Odcinki                                       | Rok (Niemcy)                       |
| ----------------------- | --- | --------------------------------------------- | ---------------------------------- |
| Claudia Wenzel          | Corinna „Cora” Franke                                                                                       | 1–110                                         | 2005–2006                          |
| Wookie Mayer            | Viola Hochleitner, z d. Liebertz                                                                            | 107–184 283–298 1038–1043 1251–1262 1550–1560 | 2006 2006–2007 2010 2011 2012      |
| Simone Heher            | Katharina Klinker-Emden                                                                                     | 4–194                                         | 2005–2006                          |
| Isabella Jantz          | Marie Sonnbichler #1                                                                                        | 3–155 184–289                                 | 2005–2006                          |
| Henriette Richter-Röhl  | Laura Saalfeld, z d. Mahler                                                                                 | 1–313 998–1001                                | 2005–2007 2010                     |
| Gregory B. Waldis       | Alexander Saalfeld                                                                                          | 1–313 385–387 500–505 1610–1628 1999–2002     | 2005–2007 2007 2012 2014           |
| Miriam Krause           | Helen Marinelli                                                                                             | 169–313 938–980 1193–1205                     | 2006–2007 2009 2010                |
| Florian Böhm            | Mike Dreschke †                                                                                             | 1–101 219–371                                 | 2005–2006 2006–2007                |
| Wayne Carpendale        | Lars Hoffmann †                                                                                             | 69–155 312–371                                | 2006 2007                          |
| Mirja Mahir             | Nora Dammann                                                                                                | 336–471                                       | 2007                               |
| Inez Bjørg David        | Miriam Saalfeld, z d. von Heidenberg †                                                                      | 189–520 739–742                               | 2006–2007 2008                     |
| Isabelle von Siebenthal | Vera Obote, z d. Roth                                                                                       | 425–580                                       | 2007–2008                          |
| Anna Angelina Wolfers   | Leonie Preisinger                                                                                           | 455–602                                       | 2007–2008                          |
| Wayne Carpendale        | Marc Kohlweyer, adopt., z d. Hoffmann                                                                       | 517–602                                       | 2007–2008                          |
| Nils Brunkhorst         | Philipp Kronleitner                                                                                         | 567–636                                       | 2008                               |
| Caroline Beil           | Fiona Marquardt †                                                                                           | 477–668                                       | 2007–2008                          |
| Susanne Huber           | Elisabeth Gruber, z d. Saalfeld †                                                                           | 156–451 663–689                               | 2006–2007 2008                     |
| Jessica Boehrs          | Jana Schneider                                                                                              | 572–703                                       | 2008                               |
| Christof Arnold         | Dr. Gregor Bergmeister                                                                                      | 134–704                                       | 2006–2008                          |
| Dominique Siassia       | Samia Bergmeister, adopt. Gruber, z d. Obote                                                                | 356–704                                       | 2007–2008                          |
| Susan Hoecke            | Viktoria Tarrasch                                                                                           | 329–848 912–914                               | 2007–2009                          |
| Michael Zittel          | Johann Gruber                                                                                               | 247–602 675–711 813–866 906–914               | 2006–2008 2008 2009                |
| Heike Trinker           | Dr. Evelyn Konopka                                                                                          | 707–866                                       | 2008–2009                          |
| Martin Gruber           | Felix Saalfeld, adopt. Tarrasch                                                                             | 273–914 1022–1025 1754–1755                   | 2006–2009 2010 2013                |
| Ivanka Brekalo          | Emma Saalfeld, z d. Strobl                                                                                  | 590–914 1019–1025 1753–1755                   | 2008–2009 2010 2013                |
| Lila Nil Gürmen         | Franziska „Fanny” Schönbauer                                                                                | 866–934                                       | 2009                               |
| Ute Katharina Kampowsky | Annika Bruckner †                                                                                           | 872–934                                       | 2009                               |
| Annabelle Leip          | Marie Bruckner, z d. Sonnbichler #2                                                                         | 713–1021 1581–1592 1743–1749                  | 2008–2010 2012 2013                |
| Golo Euler              | Hendrik Bruckner                                                                                            | 869–1021 1587–1592 1743–1749                  | 2009–2010 2012 2013                |
| Gabrielle Scharnitzky   | Cosima Saalfeld po mężu Zastrow, z d. Hofer †                                                               | 894–1112                                      | 2009–2010                          |
| Wolfgang Cerny          | Lukas Zastrow                                                                                               | 897–1117                                      | 2009–2010                          |
| Sarah Stork             | Sandra Zastrow, z d. Ostermeyer                                                                             | 934–1117                                      | 2009–2010                          |
| René Oltmanns           | Simon Konopka                                                                                               | 485–1190 2076–2081                            | 2007–2010 2014                     |
| Johannes Hauer          | Ben Sponheim                                                                                                | 504–1193                                      | 2007–2010                          |
| Eva-Maria May           | Katja Heinemann                                                                                             | 991–1078 1167–1193                            | 2010                               |
| Andreas Borcherding     | Götz Zastrow †                                                                                              | 1054–1296                                     | 2010–2011                          |
| Tobias Dürr             | Markus Zastrow                                                                                              | 1212–1372                                     | 2010–2011                          |
| Johanna Bönninghaus     | Lena Zastrow                                                                                                | 1114–1117 1156–1387                           | 2010–2011                          |
| Lorenzo Patané          | Robert Saalfeld                                                                                             | 1–520 998–1001 1099–1391                      | 2005–2007 2010 2010–2011           |
| Uta Kargel              | Eva Saalfeld, z d. Krendlinger                                                                              | 1087–1391                                     | 2010–2011                          |
| Andreas Thiele          | Jacob Krendlinger                                                                                           | 1082–1088 1119–1396                           | 2010–2011                          |
| Moritz Tittel           | Moritz van Norden, adopt., z d. Nero #1                                                                     | 1380–1407                                     | 2011                               |
| Julia Mitrici           | Sibylle Prinzessin von Liechtenberg                                                                         | 1301–1420                                     | 2011                               |
| Kathleen Fiedler        | Brigitte „Gitti” König                                                                                      | 1364–1496                                     | 2011–2012                          |
| Natalie Alison          | Rosalie Engel                                                                                               | 703–1350 1429–1556 1681–1688 2055–2095        | 2008–2011 2011–2012 2013 2014      |
| Judith Hildebrandt      | Tanja Liebertz                                                                                              | 1–529 957–1599                                | 2005–2008 2009–2012                |
| Ines Lutz               | Theresa Burger, przydomek Nina Westphal                                                                     | 1377–1600                                     | 2011–2012                          |
| Daniel Fünffrock        | Moritz van Norden, adopt., z d. Nero #2                                                                     | 1408–1600                                     | 2011–2012                          |
| Lili Gesler             | Elena Majoré                                                                                                | 1398–1635                                     | 2011–2012                          |
| Lara Mandoki            | Mandy Meier                                                                                                 | 1562–1728                                     | 2012–2013                          |
| Jan van Weyde           | Xaver Steindle                                                                                              | 12–471 516–519 761–835 1291–1765 1984–1987    | 2005–2007 2007 2009 2011–2013 2014 |
| Mareike Lindenmeyer     | Kira Steindle, z d. König                                                                                   | 1610–1765                                     | 2012–2013                          |
| Michele Oliveri         | Julius König, z d. Engel †                                                                                  | 1399–1771                                     | 2011–2013                          |
| Simone Ritscher         | Doris van Norden, z d. Dolores Nero                                                                         | 1366–1794                                     | 2011–2013                          |
| Moritz Tittel           | Konstantin Riedmüller, adopt., z d. Nero                                                                    | 1391–1814                                     | 2011–2013                          |
| Lucy Scherer            | Marlene Riedmüller, z d. Schweitzer                                                                         | 1570–1814                                     | 2012–2013                          |
| Nicola Tiggeler         | Barbara von Heidenberg, z d. Sachtleben przydomek Sylvia Wielander przydomek Consuela Morales-Diaz † (2700) | 165–476 721–883 1090–1384 1848–1902           | 2006–2007 2008–2009 2010–2011 2013 |
| Saša Kekez              | Goran Kalkbrenner                                                                                           | 1755–2006                                     | 2013–2014                          |
| David Paryla            | Martin Windgassen                                                                                           | 1599–2053 2063–2066                           | 2012–2014                          |
| Christian Feist         | Leonard Stahl                                                                                               | 1778–2066                                     | 2013–2014                          |
| Liza Tzschirner         | Pauline Stahl, z d. Jentzsch                                                                                | 1781–2066                                     | 2013–2014                          |
| Sarah Elena Timpe       | Sabrina Heinemann, z d. Görres †                                                                            | 1619–2070                                     | 2012–2014                          |
| Mirjam Heimann          | Cornelia „Coco” Conradi                                                                                     | 1781–2110                                     | 2013–2014                          |

## Byli aktorzy drugoplanowi
| Aktor                    | Rola                                            | Odcinki                                                     | Rok (Niemcy)                       |
| ------------------------ | ----------------------------------------------- | ----------------------------------------------------------- | ---------------------------------- |
| Jenny Gröllmann †        | Inge Klinker-Emden #1                           | 6–39                                                        | 2005                               |
| Peter Fröhlich           | Bruno Matysiak                                  | 63–73                                                       | 2005–2006                          |
| Peter Zintner            | Peter Mahler †                                  | 32–35 88–93                                                 | 2005 2006                          |
| Christian Rudolf         | Andreas Waagener †                              | 6–98                                                        | 2005–2006                          |
| Karyn von Ostholt        | Inge Klinker-Emden #2                           | 51–117                                                      | 2005–2006                          |
| Julia Haacke             | Nathalie Hoffmann                               | 122–160                                                     | 2006                               |
| Michael Jäger            | Carsten Lorenz                                  | 134–135 151–160                                             | 2006                               |
| Andreas Zimmermann       | Sven Maiwald                                    | 181–194                                                     | 2006                               |
| Bruni Löbel †            | Almuth Freifrau von Thalheim †                  | 200–214                                                     | 2006                               |
| Hansi Kraus              | Oskar Schwarzenbeck                             | 319–371                                                     | 2007                               |
| Robert Spitz             | Andy Zacher †                                   | 404–420                                                     | 2007                               |
| Silvia Seidel †          | Rita von Scharndorf                             | 406–425                                                     | 2007                               |
| Marian Lösch             | Jonas Nebel #1                                  | 32–244 287–292 445–453                                      | 2006 2007                          |
| Aloysius Itoka           | Joshua Obote †                                  | 527–571                                                     | 2008                               |
| Olga Kolb                | Kira Szczepańska                                | 676–699                                                     | 2008                               |
| Vanessa Jung             | Karla Müller                                    | 761–781                                                     | 2009                               |
| Daniel Schäfer           | Fred Neumann †                                  | 785–793                                                     | 2009                               |
| Hans Heller              | Herbert Sponheim                                | 793–805                                                     | 2009                               |
| Horst Janson             | Dr. Paul Wielander †                            | 755–774 831–834                                             | 2008–2009                          |
| Verena Zimmermann        | Sonja Felder                                    | 789–805 835–850                                             | 2009                               |
| Werner Haindl            | Karl Strobl                                     | 847–855 913–914                                             | 2009                               |
| Marijam Agischewa        | Susanne Bruckner                                | 919–929                                                     | 2009                               |
| Björn Grundies           | Harald „Harry” Lugauer                          | 980–1017                                                    | 2009–2010                          |
| Joseph M’Barek           | Jimmy Engelhard                                 | 819–830 1042–1045                                           | 2009 2010                          |
| Steffen Nowak            | Philipp Octoir                                  | 960–969 1102–1108                                           | 2009 2010                          |
| Isis Krüger              | Astrid Ostermeyer                               | 934–1117                                                    | 2009–2010                          |
| Arthur Galiandin         | Yordan Zerwenkow                                | 384–409 1121–1125                                           | 2007 2010                          |
| Matthias Beier           | Alain Briand †                                  | 1144–1179                                                   | 2010                               |
| Marie-Ernestine Worch    | Maike Konopka, z d. Steenkamp                   | 1111–1190                                                   | 2010                               |
| Wolfgang Riehm           | Jasper Steenkamp                                | 1127–1137 1186–1190                                         | 2010                               |
| Olivia Pascal            | Felicitas Strehle                               | 1090–1110 1217–1223                                         | 2010 2010–2011                     |
| Angela Ascher            | Sabrina „Chandana” Wagner                       | 1208–1235                                                   | 2010–2011                          |
| Christiane Blumhoff      | Cordula van Dering                              | 721–736 1240–1243                                           | 2008 2011                          |
| Wolfgang Freundorfer     | Franz Hochleitner                               | 163–184 283–298 1251–1262                                   | 2006 2006–2007 2011                |
| Patrick Wolff            | Stephan Winter                                  | 1160–1170 1276–1278                                         | 2010 2011                          |
| Luise Deschauer          | Käthe Hansen                                    | 1262–1325                                                   | 2011                               |
| Sabine Bach              | Jenny Fürstin von Liechtenberg, z d. Zimmermann | 1330–1356                                                   | 2011                               |
| Wolfgang Grindemann      | Dr. Axel Brunner                                | 322–323 1105–1106 1339–1360                                 | 2007 2010 2011                     |
| Daniela Kiefer           | Dr. Nadja Löwenstein                            | 1344–1370                                                   | 2011                               |
| Lea Marlen Woitack       | Deborah Ann „Debbie” Williams                   | 1344–1396                                                   | 2011                               |
| Janusz Cichocki          | Jenö Majoré                                     | 1398–1410 1432–1435                                         | 2011                               |
| Sebastian Deyle          | Maximilian „Maxim” Klinker-Emden                | 6–124 177–246 1429–1442                                     | 2005–2006 2006 2011                |
| Jacques Breuer           | Dr. Leopold Huber                               | 1397–1410 1563–1564                                         | 2011 2012                          |
| Aviva Joel               | Pilar Riedmüller †                              | 1391–1392 1483–1498                                         | 2011 2012                          |
| Leander Lichti           | Christian Weidenfels                            | 1489–1504                                                   | 2012                               |
| Mark-Alexander Solf      | Jan Augustin                                    | 1507–1516                                                   | 2012                               |
| Anna Lena Class          | Lilly Schürmann                                 | 1516–1533                                                   | 2012                               |
| Kerstin Gähte            | Nicola Westphal †                               | 1499–1553                                                   | 2012                               |
| Nina Schmieder           | Kristin Nörtlinger                              | 1517–1582                                                   | 2012                               |
| Ralph Schicha            | Hans Burger                                     | 1528–1552 1590–1599                                         | 2012                               |
| Philipp Sonntag          | Alois Pachmeyer                                 | 405–1627                                                    | 2007–2012                          |
| Christoph Wettstein      | Urs Grosswihler                                 | 890–892 910–913 984–987 1332–1333 1392–1395 1450, 1635–1644 | 2009 2011 2012                     |
| Tobias Hoesl             | Ari Fleischmann                                 | 1669–1683                                                   | 2012–2013                          |
| Sara Sommerfeldt         | Gerlind Vierbrock                               | 1676–1683                                                   | 2013                               |
| Mirco Wallraf            | Gonzalo Pastoriza                               | 1689–1701                                                   | 2013                               |
| Veronika-Marie von Quast | Roswitha „Rosi” Zwick                           | 511–1709                                                    | 2007–2013                          |
| Janis Kilian Witting     | Mike Bärmann                                    | 1706–1715                                                   | 2013                               |
| Alfonso Losa             | Thiago Hildebrandt                              | 1717–1728                                                   | 2013                               |
| Bernhard Bozian          | Damian Zollinger                                | 1735–1745                                                   | 2013                               |
| Tobias Maehler           | Dr. Markus Drescher                             | 1750–1771                                                   | 2013                               |
| Kerstin Gähte            | Franziska Appelt                                | 1757–1786                                                   | 2013                               |
| Guido Broscheit          | Veit Bergmann                                   | 1702–1730 1809–1813                                         | 2013                               |
| Werner Opitz             | Eberhard Schuster                               | 1775–1780 1802–1822                                         | 2013                               |
| Holger C. Gotha          | Curd Heinemann                                  | 1066–1078 1270–1291 1372–1387 1824–1849                     | 2010 2011 2013                     |
| Petra Berndt             | Magdalena Murnau                                | 1855–1915                                                   | 2013–2014                          |
| Sepp Schauer             | Gustl Moosburger                                | 986–992 1023–1033 1307–1325 1667–1671 1900–1916             | 2009–2010 2010 2011 2012 2013–2014 |
| Günter Bubbnik           | Tobias Blume                                    | 1924–1936                                                   | 2014                               |
| Florian Reiners          | Christian „Chris” Brenner †                     | 1945–1965                                                   | 2014                               |
| Daniel Buder             | Daniel Brückner                                 | 1896–2013                                                   | 2013–2014                          |
| Timothy Peach            | Dr. Andreas Erhardt                             | 1412–1421 2020–2036                                         | 2011 2014                          |
| Lilian Naumann           | Sr. Helene (Lilly) Hagendorf                    | 2008–2053                                                   | 2014                               |
| Samuel Koch              | Tim Adler                                       | 2043–2075                                                   | 2014                               |
| Matthias Brüggenolte     | Jochen „Jo” Möller                              | 2073–2095                                                   | 2014                               |
| Jurij Rosstalnyj         | Starszy oficer Aljosha                          | 2080–2125                                                   | 2014                               |
| Philipp Weiche           | Bert von Kramm                                  | 2126–2137                                                   | 2014                               |
| Julia Dahmen             | Leonora Lopez przydomek Estefania Marquez †     | 2154–2169                                                   | 2015                               |
| Pierre Kiwitt            | Ian McPherson                                   | 2161–2183                                                   | 2015                               |
| Sarah Thonig             | Rebecca „Becky” McPherson                       | 2173–2183                                                   | 2015                               |
| Philipp Rafferty         | Dr. Winfried Holthaus †                         | 2184–2192                                                   | 2015                               |
| Elinor Eidt              | Larissa Weigelt                                 | 2191–2208                                                   | 2015                               |
| Susu Padotzke            | Dr. Christina Roth                              | 2204–2213                                                   | 2015                               |